# Lane Spina
Lane Spina (Reno, 3 de enero de 1962) es un deportista estadounidense que compitió en esquí acrobático, especialista en la prueba de acrobacias.
Ganó cuatro medalla en el Campeonato Mundial de Esquí Acrobático entre los años 1986 y 1993.

## Medallero internacional
| Campeonato Mundial | Campeonato Mundial           | Campeonato Mundial | Campeonato Mundial |
| Año                | Lugar                        | Medalla            | Competición        |
| ------------------ | ---------------------------- | ------------------ | ------------------ |
| 1986               | Tignes (Francia)             | Medalla de plata   | Acrobacias         |
| 1989               | Oberjoch (RFA)               | Medalla de plata   | Acrobacias         |
| 1991               | Lake Placid (Estados Unidos) | Medalla de oro     | Acrobacias         |
| 1993               | Altenmarkt (Austria)         | Medalla de bronce  | Acrobacias         |